# Paracalliactis sinica
Paracalliactis sinica är en havsanemonart som beskrevs av Pei 1982. Paracalliactis sinica ingår i släktet Paracalliactis och familjen Hormathiidae. Inga underarter finns listade i Catalogue of Life.